# Elisa Oyj
Elisa Oyj, Elisa – fińskie przedsiębiorstwo telekomunikacyjne założone w 1882 roku (znane przed lipcem 2000 roku jako HPY lub Helsingin puhelinyhdistys). Działa w Finlandii i Estonii.
Elisa Oyj zatrudnia ok. 5 tys. osób. Przychody w 2005 roku wyniosły około 1,34 mld €. Jako sieć telefonii komórkowej było znane wcześniej pod nazwą Radiolinja. Elisa współpracuje z Vodafone.
Pierwsze połączenie GSM nawiązane zostało w Finlandii w sieci Radiolinja.

## Historia
HPY powstało w styczniu 1882 r. i do 2000 funkcjonowało jako spółdzielnia, zrzeszająca mniejsze spółdzielnie – operatorów telekomunikacyjnych. Po przekształceniu w spółkę giełdową przyjęto obecną nazwę, która pochodzi od określenia: elektroninen sanomanvälitys (elektroniczne wiadomości).